# Grossaffoltern
Grossaffoltern es una comuna suiza del cantón de Berna, situada en el distrito administrativo del Seeland. Limita al norte con las comnuas de Diessbach bei Büren y Wengi bei Büren, al este con Rapperswil, al sur con Schüpfen y Seedorf, y al oeste con Lyss.
El lugar es conocido por la inmensa colonia de cigüeñas. Hasta el 31 de diciembre de 2009 situada en el distrito de Aarberg.
Grossaffoltern se menciona por primera vez en 1216 como Affoltron.